# Arundinella mesophylla
Arundinella mesophylla är en gräsart som beskrevs av Christian Gottfried Daniel Nees von Esenbeck och Ernst Gottlieb von Steudel. Arundinella mesophylla ingår i släktet Arundinella och familjen gräs. Inga underarter finns listade i Catalogue of Life.